# Ali al-Muqri
Ali al-Muqri ou Ali al-Mouqri (en arabe : علي المقري),  né en 1966 à Ta'izz au Yémen du Nord, est un romancier et journaliste yéménite.
Membre du jury du Prix du livre arabe 2020/ 2021

## Biographie
Collaborateur de journaux progressistes depuis 1985, Ali al-Muqri, également auteur d'un essai sur l'alcool et l'islam, s'est surtout fait connaître avec ses deux premiers romans.
Sensibilisé à la cause des minorités sociales et religieuses, Ali al-Muqri s'est acquis en deux livres une réputation d'auteur engagé. Son premier roman, intitulé en anglais Black Taste, Black Odour, et sélectionné en 2009 pour le Prix international de la fiction arabe, dénonce la condition des Akhdams, populations africaines arabisées du Yémen.
Son second roman, Le Beau Juif, sélectionné en 2011 pour le prix international du roman arabe, se situe quant à lui dans le Yémen du XVIIe siècle et relate les amours d'un jeune juif avec une jeune musulmane, sur fond de cohabitation et d'affrontement communautaires.
Ses engagements et la forte charge sociale de ses livres, traduits notamment en anglais, en espagnol, en allemand et en français, ont valu à Ali al-Muqri de recevoir des menaces de mort.